# 鲁伊耶
鲁伊耶（Ruiya），是印度西孟加拉邦North Twentyfour Parganas縣的一个城鎮。總人口為17661（2011年）。

## 人口
該地2011年的總人口約17661人，其中男性9149人，女性8512人；0—6歲人口1963人，佔總人口的百分之十一；識字率為76.51%，其中男性为81.07%，女性为71.64%。